# Lasioglossum pressithorax
Lasioglossum pressithorax är en biart som beskrevs av Ebmer 1974. Lasioglossum pressithorax ingår i släktet smalbin, och familjen vägbin. Inga underarter finns listade i Catalogue of Life.